# Causa (filosofia)
(De rerum natura I, 149-150)
In filosofia, nelle scienze e nel senso comune, il concetto di causa, assieme a quello connesso di causalità (o relazione causale) indica la relazione tra due fenomeni (o classi di fenomeni), nel caso in cui il primo fenomeno, detto causa, è motivo di esistenza del secondo, detto effetto. La causa è il motivo per il quale qualcosa è ed è così come è.
È detto principio di causalità (o legge di causalità) quel principio filosofico che presuppone l'esistenza di una causa determinata per ogni effetto.

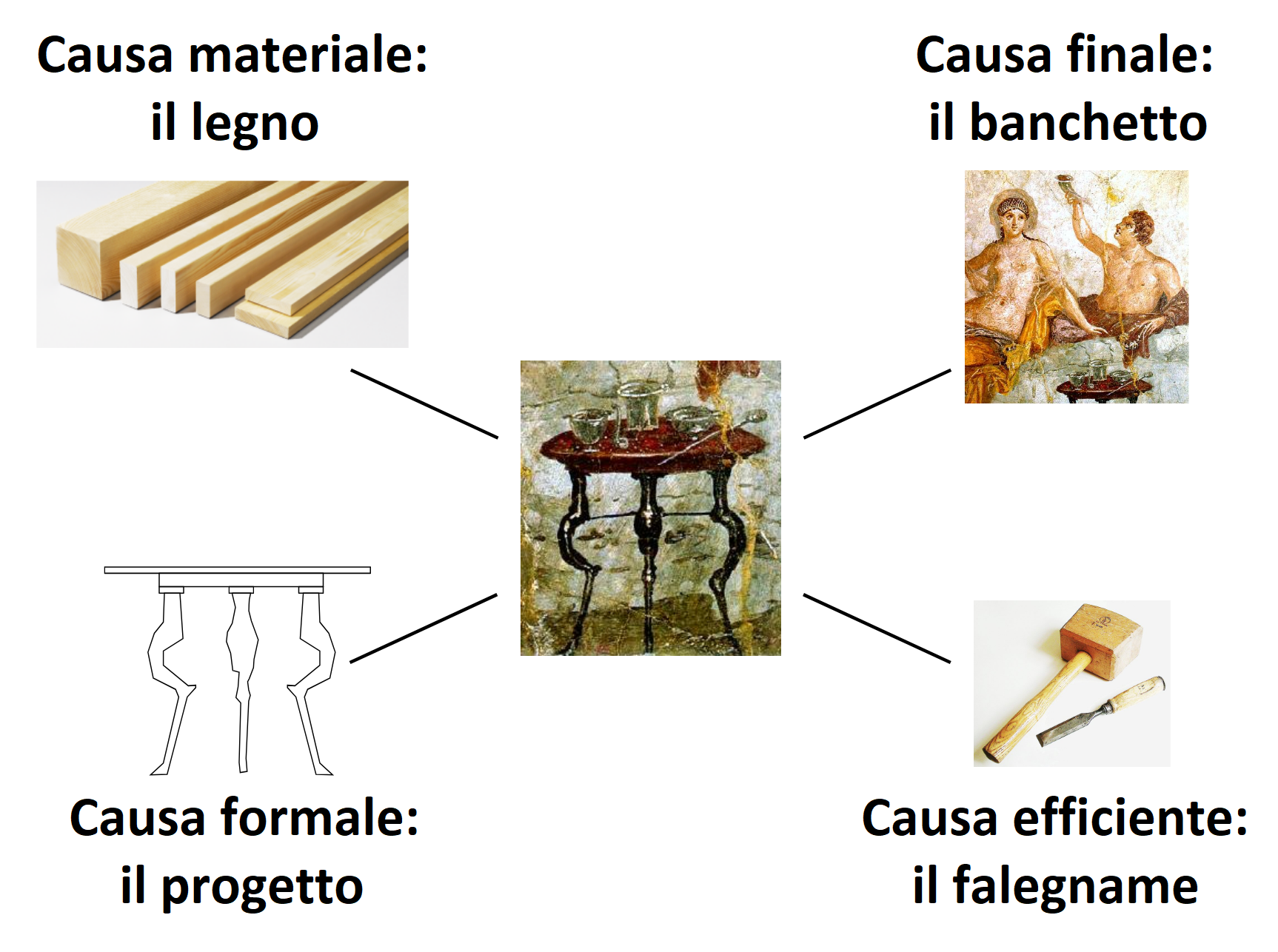
Raffigurazione schematica delle quattro cause aristoteliche per un tavolo.

## Storia del concetto nel mondo antico

### Gli atomisti
Il concetto viene elaborato per la prima volta dalla scuola atomistica con Leucippo (V secolo a.C.) dal quale si può far iniziare tutta la tradizione filosofica e scientifica occidentale mirante ad una interpretazione razionale dei fenomeni naturali.
Sin dall'inizio il pensiero greco ha visto nei fatti empirici l'esistenza di una connessione necessaria che poteva essere: 
- d'origine puramente fisica, materiale, come sostenevano gli atomisti che pensavano a cause meccaniche.
- d'origine immateriale, dovuta cioè a cause intelligenti che operavano finalisticamente, come ritenevano Anassagora, Platone e gli Stoici.

### Platone
Per Platone, la causa si trova nell'ambito metaempirico, in modo tale che le cose particolari dipendono nell'essere dalle idee o archetipi dalle quali dipendono. Fra i principi e le cause, se ne può trovare una, nominata come idea del Bene nella Repubblica, che sarebbe la causa sia dell'essere delle realtà sia del poterle conoscere. Nel Filebo e nel Timeo si parla anche di un'intelligenza-causa oppure di un Demiurgo, che avrebbe portato il mondo materiale dal disordine verso l'ordine che coincide con il bene:
(Platone, Timeo)

### Aristotele

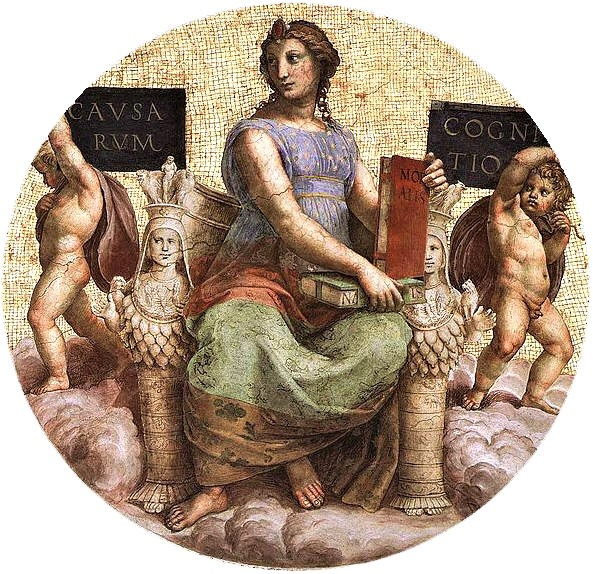
Allegoria della filosofia intesa in senso aristotelico come causarum cognitio, ovvero «conoscenza delle cause».

Una trattazione estesa del concetto di causa, a cui si rifarà la filosofia antica e medioevale, è stata quella di Aristotele che considera il sapere legato alla conoscenza delle cause (come si disse nella versione latina: verum scire est scire per causas).
Secondo Aristotele, esistono quattro tipi di cause:
- causa materiale,[7] indica la materia di cui è fatta una cosa (ad esempio il marmo nel caso si tratti di una statua);
- causa formale,[8] la forma, il modello o l'essenza di una cosa (nel caso citato la forma che rappresenta la statua);
- causa efficiente,[9] ciò che ha prodotto la cosa (lo scultore), ma anche la causa del movimento (in greco: archè tēs kinēseōs);
- causa finale,[10] il fine che quella cosa deve realizzare con la sua esistenza (la statua cioè deve essere utilizzata come statua, ad esempio per ornare un ambiente).

Aristotele definì cause intrinseche quella materiale e formale in quanto costitutive dell'oggetto di indagine, ed estrinseche la causa efficiente e finale. Tommaso d'Aquino dimostrò che le cause possono essere soltanto queste quattro e che fra esse esiste il seguente ordine di priorità: "la materia viene perfezionata dalla forma, la forma dall'agente e l'agente dal fine." La causa finale è quindi la causa delle cause o, in termini equivalenti, la regina delle cause.
In un modo più semplificato, il De hebdomadibus di Boezio distingueva lo stato attuale dell'ente (id quod est, ciò che è) da quello a cui tende (quo est, ciò per cui è). Ques'ultimo è ciò che l'ente deve essere per volere e progetto di Dio (l'essenza dell'ente e l'essere della sua idea o forma perfetta in Dio), ed è anche ciò che naturalmente e spontaneamente tende ad essere: la natura ed il suo fine innato e connaturato.
Le quattro cause corrispondono rispettivamente ad altrettante ratio: ratio conoscendi (causa formale), ratio essendi (causa materiale), ratio volendi (causa finale) e ratio fiendi (o del divenire, causa efficiente). Schopenhauer le associò a quattro modi distinti del principio di ragion sufficiente.
La Scolastica trattò questi temi e ampliò la trattazione aristotelica concentrandosi sulla definizione di causa prima, che attraverso la dimostrazione cosmologica veniva identificata con Dio. Tale strutturazione logica del divenire ha avuto altre rilevanti implicazioni teologiche nel Medioevo. La causalità efficiente era retta da due principi:
- omne agens agit simile sibi[20][21][22] (ogni agente produce qualcosa di simile a sé): affermato di frequente negli scritti di San Tommaso d'Aquino, il principio stabilisce una relazione di somiglianza e analogia fra la causa e l'effetto;
- nemo dat quod non habet (nessuno dà ciò che non possiede)[23][24][25]: parzialmente simile al principio giuridico omonimo, in metafisica stabilisce che la causa non può donare all'effetto la quantità di essere (e quindi di unità, verità, bontà, realtà e perfezione) che già non possiede all'interno di sé stessa. Diversamente, si avrebbe creazione dal nulla di sé e dell'altro-da-sé[26] In altre parole, la causa deve possedere un grado di realtà maggiore o uguale a quello dell'effetto. Se è maggiore, si parla di causalità equivoca, in analogia ai tre tipi di predicazione logica (univoca, equivoca, analogica); se è uguale, si parla di predicazione univoca.

Tommaso al riguardo distingueva fra causa fiendi (causa dell'accadere, del solo iniziare ad essere) e causa essendi (causa dell'essere e anche dell'iniziare ad essere). Quando l'essere della causa agente è nell'effetto in grado minore o uguale, si tratta di una causa fiendi. Dio è causa essendi di tutto ciò che esiste: non solo del sorgere delle cose, ma anche del loro perseverare nell'essere.
Inoltre, il secondo principio stabilisce anche un legame qualitativo: la causa può trasmettere all'effetto soltanto la propria essenza. Ad esempio, il cane non può trasmettere ai propri piccoli l'essenza di un felino, bensì soltanto quella di un cane. Il principio equivale a quello del causa aequat effectum (la causa eguaglia l'effetto) sia in senso quantitativo che qualitativo.

## Storia del concetto nell'età moderna
La rivoluzione scientifica che prese avvio nell'età moderna si concentrò quasi esclusivamente sui concetti di causa materiale e di causa efficiente; quest'ultima venne approfondita e fatta coincidere col concetto di legge o connessione causale dove il rapporto causa-effetto è rappresentato da grandezze misurabili matematicamente: Keplero, ma soprattutto Galilei e Cartesio esclusero espressamente dal loro orizzonte filosofico la causa formale intesa come essenza o qualità, ritenendola priva di risvolti oggettivamente significativi per lo studio della natura.
Da questo punto nasce la fisica classica che da Isaac Newton a Pierre Simon Laplace assume il determinismo e il meccanicismo come unico approccio alla trattazione dei fenomeni naturali. Non mancarono critiche nei suoi confronti, sia da parte di chi si situava all'interno stesso dell'alveo tracciato dalla rivoluzione scientifica (gli empiristi anglosassoni), sia da parte dei fautori della tradizione aristotelica. 
Il materialismo, come altre filosofie che negano la creazione, critica che l'universo-materia esistente abbia una causa esterna, ma afferma che sia esso stesso la causa di sé come nel seguente passo del filosofo illuminista barone d'Holbach:
(Paul Henri Thiry d'Holbach, Il buon senso, ossia idee naturali opposte alle soprannaturali; paragrafo 39)

### Critica del concetto di causa

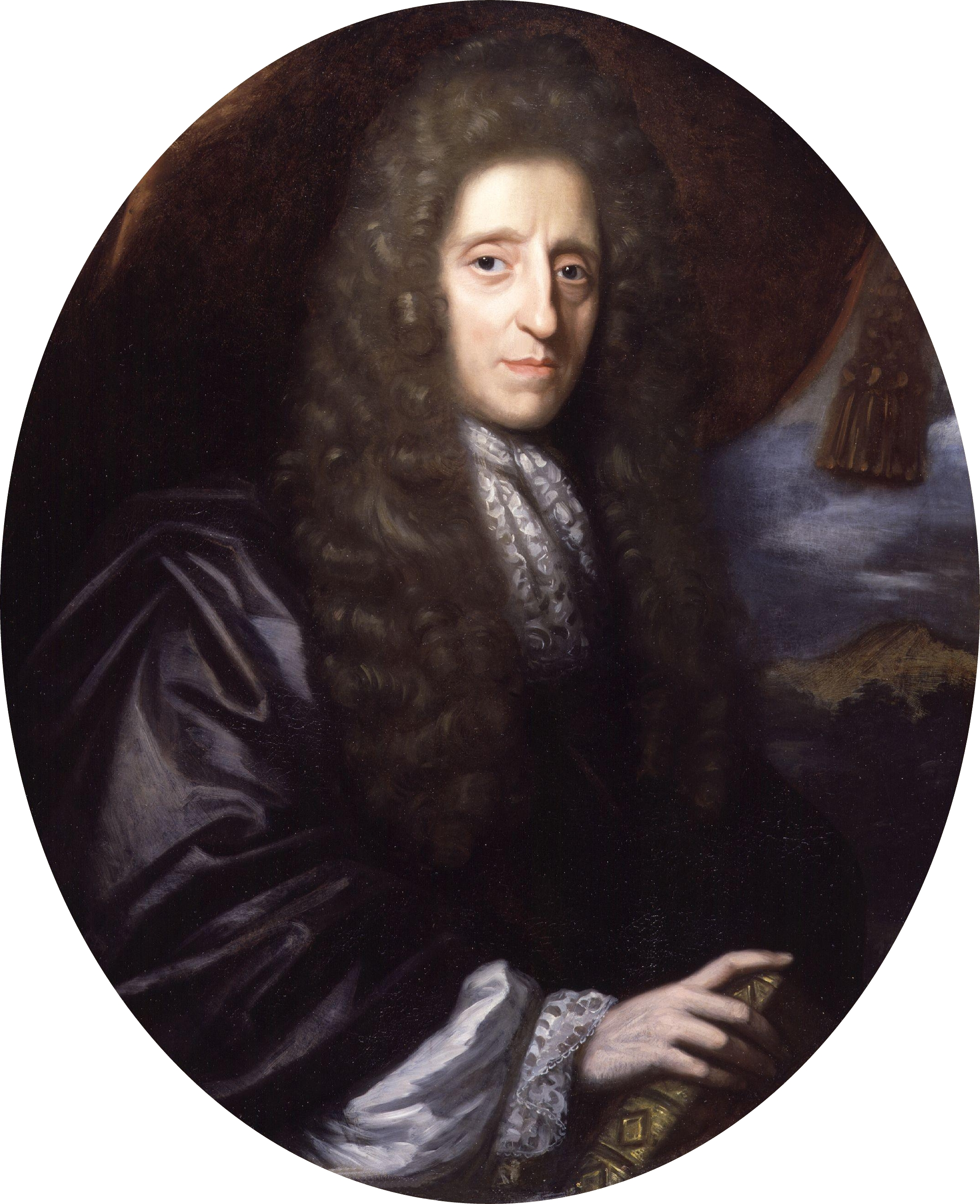
John Locke

Parlando delle idee complesse John Locke distingue in esse le idee di relazioni come quelle che stabiliscono dei rapporti tra le idee come avviene con l'idea di relazione causa-effetto: per cui se sperimentiamo, ad esempio, che la cera si scioglie sottoposta a calore, tendiamo a pensare, dalla ripetitività di questo fenomeno, che ci sia un rapporto di causa effetto. Locke ritiene che si tratti di una semplice, non necessaria connessione di idee della quale non possiamo affermare con certezza che il collegamento di queste corrisponda con la realtà.

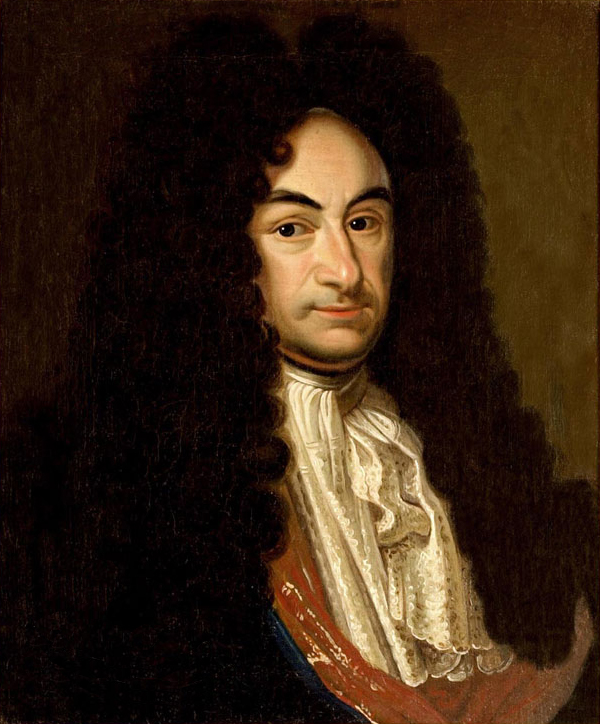
Gottfried Wilhelm Leibniz

Se Locke metteva così in dubbio la nostra possibilità soggettiva di conoscenza, ma non il presupposto che i fenomeni naturali fossero da ricondurre a rapporti causali di tipo meccanico, Leibniz metteva invece in risalto come la spiegazione fornita dalla causa efficiente in realtà non spiegasse nulla. Sostenere ad esempio che noi vediamo perché abbiamo gli occhi (causa efficiente) non spiega il fatto che gli occhi ci sono stati dati per vedere (causa finale): è dunque la causa finale, aristotelicamente intesa, che riesce a rendere ragione degli eventi e delle leggi della natura.
(Leibniz, Antologia di filosofia, a cura di Ubaldo Nicola, Demetra, 2002, pag. 261)
Per Leibniz, tutto opera in vista di un fine: anche la materia apparentemente inanimata non agisce meccanicamente e passivamente come sostenevano, da opposti punti di vista, Cartesio e Locke. In essa opera infatti un'entelechia, o un centro di forza, che la fa evolvere secondo leggi sue proprie. Il concetto di "causa", in questo caso, non è quello apparente di un fenomeno in grado di agire dall'esterno, come quello che ad esempio viene attribuito erroneamente ad una palla da biliardo che colpisce un'altra palla. La causa agisce solo dall'interno, nel senso che ogni monade ha inscritta in sé un destino che le inerisce, mentre i rapporti causali tra diverse monadi sono puramente accidentali, non avendo alcuna sostanza: il fatto che la palla da biliardo si muova proprio quando viene colpita da un'altra è dovuto unicamente al sincronismo con cui le due monadi sono state originariamente coordinate da Dio, al pari di due orologi che segnino la stessa ora pur non avendo alcun collegamento tra di loro. Ogni monade infatti «non ha porte né finestre», ma è inserita in un ordine complesso di relazioni armoniche non causali prestabilito da Dio.
La causalità finalistica è tale che, dal punto di vista onnisciente di Dio, si potrebbe dedurre analiticamente da una sostanza il suo destino futuro in base alle sue specifiche qualità, ma la sua libertà è garantita dal fatto che non esistono appunto nessi causali deterministici fra le singole monadi.

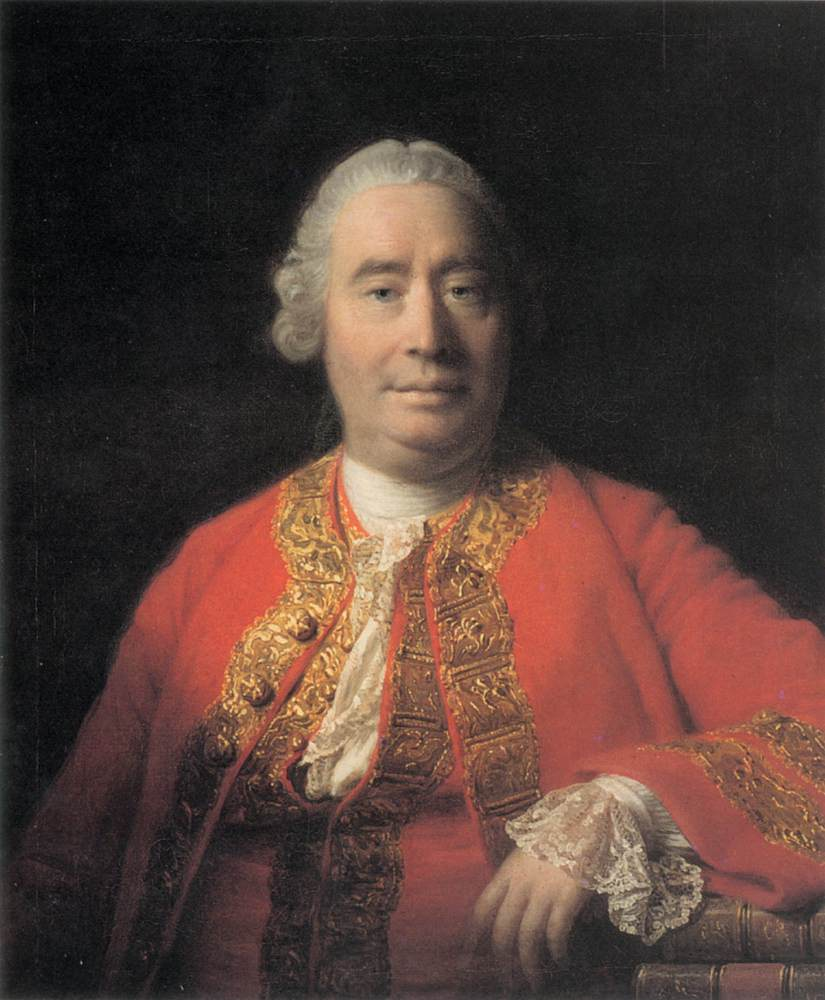
David Hume

La validità della concezione moderna della fisica venne messa in dubbio da David Hume il quale, riprendendo le teorie di Sesto Empirico e degli scettici, contestò che il rapporto causa-effetto fosse caratterizzato dalla necessità ma solamente da una connessione di fatto.
Non vi è nessuna necessità che ad una precisa causa debba necessariamente corrispondere un preciso effetto. In realtà accade che alla constatazione che ad una causa solitamente corrisponde un effetto, ci si aspetta che ad una causa simile corrisponda l'effetto simile previsto, ma ciò non è detto che accada.
Quindi il rapporto causa-effetto si traduce in uno stato d'animo soggettivo di attesa per cui al ripetersi di un determinato effetto si ritiene, senza alcuna assoluta certezza, che se ne debba verificare un altro simile.
La tesi di Hume, che in passato era stata accennata nel secolo XI anche dal filosofo arabo al-Ghazali e dal nominalista Guglielmo di Ockham (secolo XIV), risolvendo la relazione causale fondata su un'abitudine associativa di carattere psicologico, comportava l'impossibilità di arrivare a leggi universali naturali.

### Kant e la categorizzazione

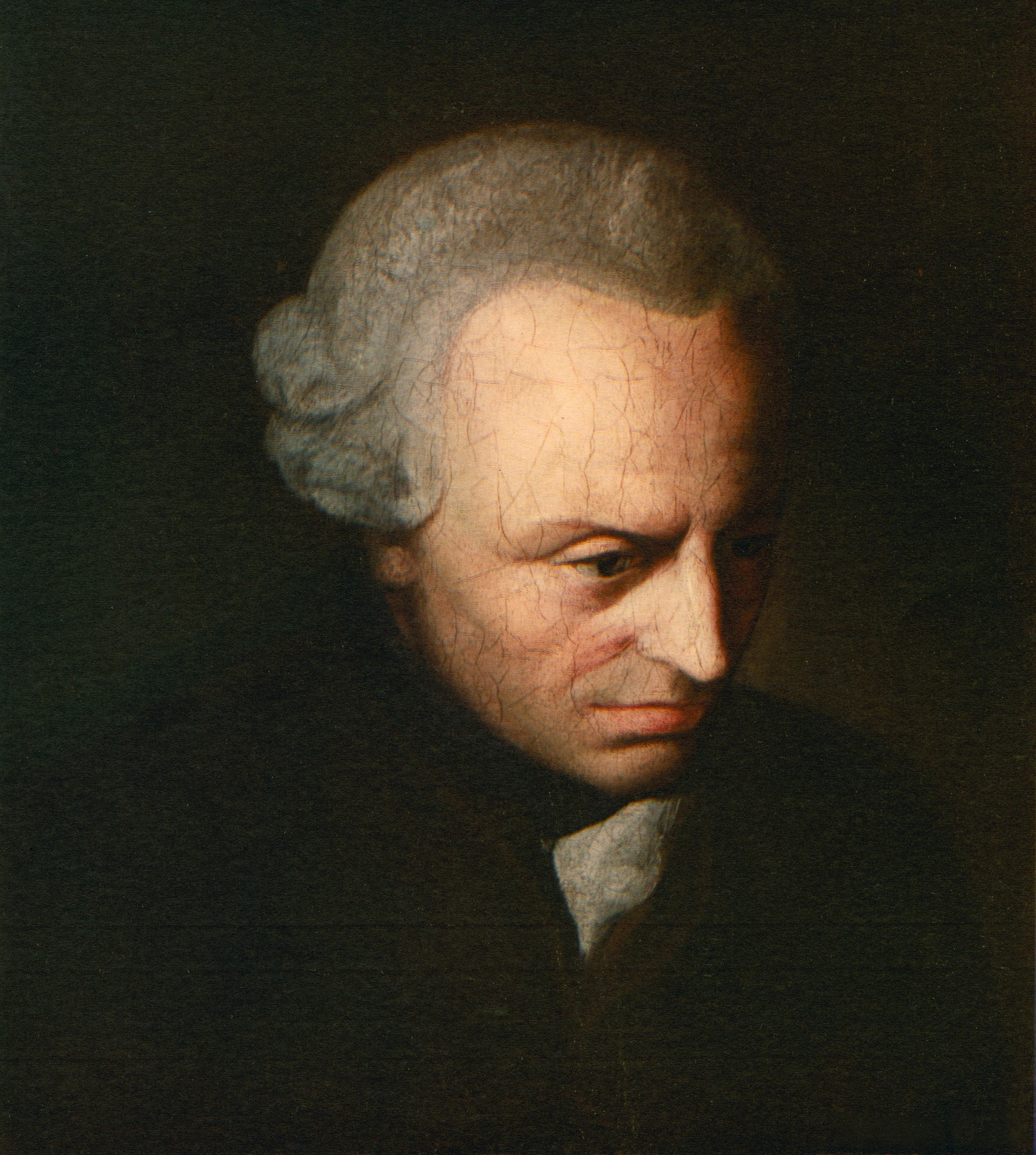
Immanuel Kant

Secondo Hume quindi la validità delle leggi scientifiche, basate sul rapporto causa-effetto non era più garantita per l'avvenire ma era tale solo per il passato. Questo accadeva per un'antitesi inconciliabile tra la ragione umana che aspira a leggi universali e l'osservazione empirica che fornisce solo casi singoli.
Ne "I sogni di un visionario spiegati coi sogni della metafisica" (1764) Kant si riconosceva debitore di Hume che lo aveva fatto uscire dal dogma metafisico e gli aveva fatto apprezzare la "feconda bassura dell'esperienza", ma nonostante ciò rifiutava il suo scetticismo secondo il quale gli stessi fatti empirici non sono certi, ma si riducono a semplici impressioni che poi si traducono in idee, copie sbiadite delle sensazioni, che conserviamo solo per l'utilità della vita.
Hume quindi concludeva come fosse impossibile un sapere scientifico, un sapere autentico, stabile e sicuro, dei fenomeni naturali, che Kant invece s'incarica di rifondare proprio nell'Estetica trascendentale della Critica della ragion pura.
Il compito di ridare dignità teorica alla scienza viene assolto da Kant interpretando la relazione causale come una categoria dell'attività trascendentale dell'intelletto che opera con questa forma pura, valida per tutti allo stesso modo, che applicata all'esperienza le dà un valore necessario ed universale.

### Il pensiero contemporaneo e il probabilismo

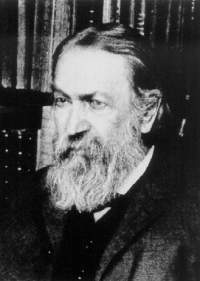
Ernst Mach

Il meccanicismo deterministico proprio della fisica classica, con la scoperta della meccanica quantistica, si è oggi rivelato sostanzialmente inadatto a spiegare il mondo microscopico, piuttosto ci si è imbattuti nella sconvolgente evidenza degli esperimenti che i fenomeni quantistici soggiaciono a leggi probabilistiche. Ciò deriva anche dall'aver sostituito nella gnoseologia il concetto di causa con quello di serie causale, poiché in realtà i sistemi sia fisici che biologici sono caratterizzati da un numero molto alto di variabili causali. Un effetto è perciò quasi sempre la risultante di più cause e la tipologia e il modo con cui le cause si connettono o sconnettono determina il risultato.
L'indeterminismo, la validità solo statistica delle leggi scientifiche hanno fatto considerare sorpassate le concezioni filosofiche del passato a cui si sono sostituiti nuovi modelli di interpretazione come è accaduto con la fisica quantistica che ha sostituito allo schema deterministico quello probabilistico. Il probabilismo scientifico ha pertanto sostituito il determinismo tradizionale andando a coincidere dal più al meno con l'indeterminismo.
Anche l'epistemologia si è chiesta quale debba essere il vero valore di conoscenza delle leggi scientifiche e se queste non esprimano altro che una funzione di utilità pratica piuttosto che un valore teoretico nell'interpretazione della natura.
Le leggi della natura vanno considerate allora come schemi sintetici in cui raccogliere le misurazioni quantitative e le previsioni sperimentali degli scienziati.
Filosofi e scienziati come Ernst Mach, Hermann von Helmholtz dalla seconda metà del XIX secolo alla prima metà del XX hanno teorizzato la sostituzione del concetto di causalità nelle scienze con quello di descrittività per cui le leggi scientifiche si limiterebbero a descrivere sinteticamente quanto avviene in modo costante ed uniforme nei fenomeni naturali.
Alle leggi scientifiche non spetta più il compito di spiegare i fenomeni usando pretese oggettive relazioni di causalità ma di descrivere soggettivamente le sequenze uniformi ricorrendo a necessarie costanti verifiche empiriche.
Queste teorie convenzionalistiche e lo stesso operazionismo di Percy Williams Bridgman però sono stati criticati così che oggi la fisica teorica e l'epistemologia, pur mantenendo il carattere della descrittività delle leggi scientifiche, sono alla ricerca di un nuovo concetto di causalità.
L'effetto senza causa, per quanto riguarda l'esistente, identificato con l'universo, è stato sostenuto anche da fisici e cosmologi, basandosi sulle teorie scientifiche e le osservazioni; tra essi Fred Hoyle e Stephen Hawking.

### Causalità lineare e non-lineare o intricata
Fino al XIX secolo il concetto di causa è stato coniugato al singolare, in una visione gnoseologica che non teneva conto della pluralità causale tipica dei sistemi causali complessi. L'introduzione del concetto di complessità ha imposto l'opportunità di associare al concetto di causa quello, specificatamente adottato ad esempio nella disciplina giuridica, di serie causale, nella quale più cause concorrono a un effetto. I sistemi complessi evolvono in maniera sia deterministica che indeterministica, soggetti a mutamenti sia casuali che necessari che vengono modernamente definiti, in particolare nell'ambito della matematica e della fisica, sistemi lineari e sistemi intricati.
Il concetto di causa nel pensiero contemporaneo ha finito per incentrarsi sull'alternanza ontologica di causalità lineare (necessità e determinismo) e causalità non-lineare o intricata (caso e indeterminismo) e il primo a porre le basi di questa doppia definizione del concetto di causa, ma sarebbe più esatto dire delle "serie di cause" agenti in un sistema fisico, è stato il matematico Antoine Augustin Cournot. Egli nel 1841, in Théorie des chances et des probabilités e poi nel 1851 con Essai sur les fondements de nos connaissances et sur les caractères de la critique philosophique, ha dato una definizione della causalità non-lineare, ovvero del caso, diventata canonica, quale: «combinazione o incontro di fenomeni indipendenti nell'ordine della causalità.»
Il filosofo italiano Roberto Ardigò (1828-1920) si è allacciato alle ricerche di Cournot sviluppando ulteriormente il concetto di casualità in La formazione naturale nel fatto del sistema solare, ma le sue definizioni sono un po' pletoriche e contorte. Nicola Abbagnano nel suo Dizionario di filosofia sinteticamente dice: «In modo simile [a Cournot] Ardigò (Opere, III, pag.122) riconduceva il Caso alla pluralità e all'intreccio di serie causali distinte.»

## Il concetto di causa nella scienza antropologica
In antropologia si suole fare una netta distinzione tra il concetto di "Causa prima", identificata con il Dio-Necessità (panteismo) o col Dio-Volontà (monoteismo), e le cause "seconde", quelle fisiche, verificabili empiricamente nelle loro concatenazioni spazio temporali.
Nelle società arcaiche il concetto di causa seconda non esiste, poiché la causazione è considerata sempre come divina o comunque sacrale.
Il problema è stato studiato sin dal 1922 da Lucien Lévy-Bruhl, che in La mentalità primitiva identificava come mistica e pre-logica la mentalità dei primitivi scrivendo: 
»
Il pensiero primitivo, sostiene infatti Lévy-Bruhl, si svolge in forma di partecipazione agli esseri circostanti e a tutta la natura, ma è impermeabile all'esperienza, perché attribuisce lo svolgersi degli eventi a forze soprannaturali: ecco perché il primitivo manca di logica (quale la intende l'uomo civile); ignora i principi di identità, di contraddizione e di causalità; non ha un'idea precisa dell'individualità perché si sente parte del gruppo in cui vive; non è in grado di fare una netta distinzione fra il possibile e l'impossibile perché attribuisce tutto a una causa magica generale.

### Il mana
Con il termine antropologico di mana, che si riferisce ad una delle più antiche forme di divinità, si esprime ciò che non è conoscibile, ciò che resta sconosciuto ma a cui si può cercare di dare una spiegazione. Il mana è inteso causalmente come "anima del mondo" ed insieme come "forza" agente. Nel concetto si evidenzia cioè più che il significato di creatore o causa del mondo quello di agente nel mondo.
La specificità del mana è quindi di essere non una causa prima ma una causa seconda che permea l'universo e lo dirige; forza spirituale che è presente in ogni aspetto della natura e quindi "dappertutto". Potrebbe esser visto come un corrispondente del logos stoico in quanto al suo operare pervasivo, ma il logos è razionale e finalizzato all'ordine, il mana, al contrario, è irrazionale ed opera nel disordine.